# Matthias Velghe
Matthias Velghe (12 september 1985) is een voormalig Belgische voetballer. Hij speelde voor onder andere: KV Kortrijk, KSV Roeselare, KMSK Deinze en KVC Winkel Sport.

## Carrière
Matthias Velghe begon zijn voetbalcarrière bij de jeugd van KV Kortrijk. Hij begon bij de jeugd op zijn 12 jaar. Op 1 juli 2002 maakte hij zijn debuut bij het eerste elftal van KV Kortrijk. Op 1 juli 2006 maakte hij de overstap van KV Kortrijk naar KSV Roeselare. Hij speelde bij Roeselare in het seizoen 2006/2007.
Op 1 juli 2007 maakte hij de overstap van KSV Roeselare naar KMSK Deinze. Zijn marktwaarde bedroeg bij deze transfer 300 duizend euro. Hij speelde met Deinze in het seizoen 2008/2009 in Eerste Klasse B. Hij speelde daar voor 3 seizoenen.
Op 1 juli 2011 maakte hij de transfer van KMSK Deinze naar KVC Winkel Sport. Hij bleef daar spelen tot het einde van zijn voetbalcarrière in 2021. 
Hij speelde in totaal 153 wedstrijden in zijn carrière.